# Регниц
Ре́гниц — река в Германии, протекает по Франконии (земля Бавария). Левый приток Майна. Одним речным индексом 242 обозначаются совместно Регниц, Канал Рейн-Майн-Дунай (в части, совпадающей с Регницем), Редниц с Френкише-Рецат. Общий бассейн этих рек составляет 7521,19 км².

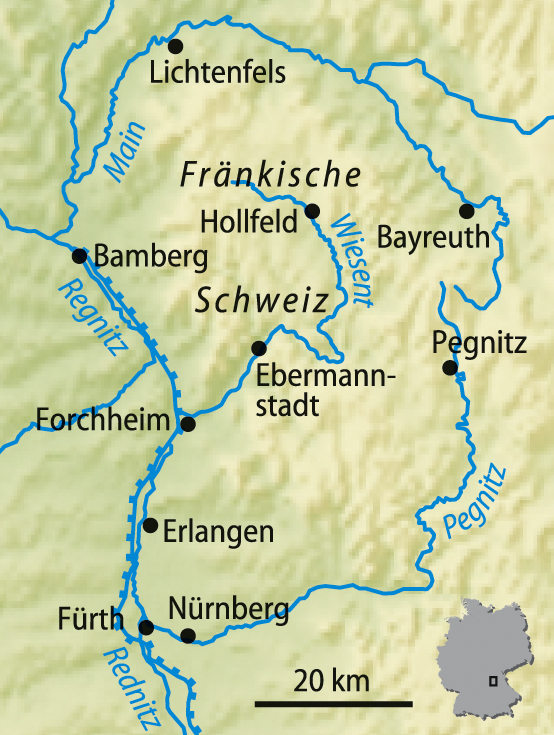

Регниц берёт своё начало в месте слияния рек Редниц и Пегниц недалеко от города Фюрт (вблизи Нюрнберга). Регниц протекает через города Эрланген и Форххайм, где в Регниц впадает Визент. Впадает в Майн ниже Бамберга. Длина реки 58 км. Высота истока 283 м. Высота устья 231 м.